# Tour de l'Utah 2016
La 12e édition du Tour de l'Utah a lieu du 1er au 7 août 2016. La course fait partie du calendrier UCI America Tour 2016 en catégorie 2.HC.

## Présentation

### Équipes
Classé en catégorie 2.HC de l'UCI America Tour, le Tour de l'Utah est par conséquent ouvert aux WorldTeams dans la limite de 65 % des équipes participantes, aux équipes continentales professionnelles, aux équipes continentales et aux équipes nationales.
Seize équipes participent à ce Tour de l'Utah - quatre WorldTeams, cinq équipes continentales professionnelles et sept équipes continentales :
| UCI WorldTeams    | UCI WorldTeams | UCI WorldTeams |
| Nom de l'équipe   | Pays           | Code           |
| ----------------- | -------------- | -------------- |
| BMC Racing        | États-Unis     | BMC            |
| Cannondale-Drapac | États-Unis     | CDT            |
| IAM               | Suisse         | IAM            |
| Trek-Segafredo    | États-Unis     | TFS            |

| Équipes continentales professionnelles | Équipes continentales professionnelles | Équipes continentales professionnelles |
| Nom de l'équipe                        | Pays                                   | Code                                   |
| -------------------------------------- | -------------------------------------- | -------------------------------------- |
| Fortuneo-Vital Concept                 | France                                 | FVC                                    |
| Nippo-Vini Fantini                     | Italie                                 | NIP                                    |
| Novo Nordisk                           | États-Unis                             | TNN                                    |
| ONE                                    | Royaume-Uni                            | ONE                                    |
| UnitedHealthcare                       | États-Unis                             | UHC                                    |

| Équipes continentales                 | Équipes continentales | Équipes continentales |
| Nom de l'équipe                       | Pays                  | Code                  |
| ------------------------------------- | --------------------- | --------------------- |
| Axeon-Hagens Berman                   | États-Unis            | AHB                   |
| Holowesko-Citadel-Hincapie Sportswear | États-Unis            | HSD                   |
| Jamis                                 | États-Unis            | JAM                   |
| Jelly Belly-Maxxis                    | États-Unis            | JBC                   |
| Lupus Racing                          | États-Unis            | LRT                   |
| Rally                                 | États-Unis            | RLY                   |
| Silber                                | Canada                | SPC                   |

## Étapes
Cette édition du Tour de l'Utah est constituée de sept étapes réparties sur sept jours pour un total de 1 131,2 kilomètres à parcourir.
| Étape     | Date   | Villes étapes                             | type                      | Distance (km) | Vainqueur d'étape | Leader du classement général |
| --------- | ------ | ----------------------------------------- | ------------------------- | ------------- | ----------------- | ---------------------------- |
| 1re étape | 1 août | parc national de Zion – Cedar City        | étape vallonnée           | 134,2         | Kris Dahl         | Kris Dahl                    |
| 2e étape  | 2 août | Escalante – Torrey                        | étape vallonnée           | 160           | Robin Carpenter   | Robin Carpenter              |
| 3e étape  | 3 août | Richfield – Payson                        | étape de moyenne montagne | 191           | Lachlan Morton    | Lachlan Morton               |
| 4e étape  | 4 août | Lehi – Kearns                             | étape vallonnée           | 154           | Travis McCabe     | Lachlan Morton               |
| 5e étape  | 5 août | parc d'État d'Antelope Island – Bountiful | étape de moyenne montagne | 183           | Kiel Reijnen      | Lachlan Morton               |
| 6e étape  | 6 août | Salt Lake City – Snowbird                 | étape de montagne         | 184           | Andrew Talansky   | Andrew Talansky              |
| 7e étape  | 7 août | Park City – Park City                     | étape de moyenne montagne | 125           | Lachlan Morton    | Lachlan Morton               |

## Déroulement de la course

### 1reétape
| \| Classement de l'étape \| Classement de l'étape \| Classement de l'étape \| Classement de l'étape \| Classement de l'étape \| \| Coureur \| Coureur \| Pays \| Équipe \| Temps \| \| --------------------- \| --------------------- \| --------------------- \| ------------------------------------- \| --------------------- \| \| 1er \| Kris Dahl \| Canada \| Silber Pro Cycling \| 3 h 07 min 19 s \| \| 2e \| Colin Joyce \| États-Unis \| Axeon-Hagens Berman \| + 0 s \| \| 3e \| Rick Zabel \| Allemagne \| BMC Racing Team \| + 0 s \| \| 4e \| Travis McCabe \| États-Unis \| Holowesko-Citadel-Hincapie Sportswear \| + 0 s \| \| 5e \| Logan Owen \| États-Unis \| Axeon-Hagens Berman \| + 0 s \| \| 6e \| Travis McCabe \| États-Unis \| Holowesko-Citadel-Hincapie Sportswear \| + 10 s \| \| 7e \| Logan Owen \| États-Unis \| Axeon-Hagens Berman \| + 10 s \| \| 8e \| Ulises Castillo \| Mexique \| Jelly Belly-Maxxis \| + 10 s \| \| 9e \| David Tanner \| Australie \| IAM Cycling \| + 10 s \| \| 10e \| Kévin Ledanois \| France \| Fortuneo-Vital Concept \| + 10 s \| |                 |            |                                       |                 |
| |                 |            |                                       |                 |
| Source : ProCyclingStats |                 |            |                                       |                 |
| Classement de l'étape |                 |            |                                       |                 |
| Coureur | Coureur         | Pays       | Équipe                                | Temps           |
| 1er | Kris Dahl       | Canada     | Silber Pro Cycling                    | 3 h 07 min 19 s |
| 2e | Colin Joyce     | États-Unis | Axeon-Hagens Berman                   | + 0 s           |
| 3e | Rick Zabel      | Allemagne  | BMC Racing Team                       | + 0 s           |
| 4e | Travis McCabe   | États-Unis | Holowesko-Citadel-Hincapie Sportswear | + 0 s           |
| 5e | Logan Owen      | États-Unis | Axeon-Hagens Berman                   | + 0 s           |
| 6e | Travis McCabe   | États-Unis | Holowesko-Citadel-Hincapie Sportswear | + 10 s          |
| 7e | Logan Owen      | États-Unis | Axeon-Hagens Berman                   | + 10 s          |
| 8e | Ulises Castillo | Mexique    | Jelly Belly-Maxxis                    | + 10 s          |
| 9e | David Tanner    | Australie  | IAM Cycling                           | + 10 s          |
| 10e | Kévin Ledanois  | France     | Fortuneo-Vital Concept                | + 10 s          |

| \| Classement général \| Classement général \| Classement général \| Classement général \| Classement général \| \| Coureur \| Coureur \| Pays \| Équipe \| Temps \| \| ------------------ \| ------------------ \| ------------------ \| ---------------------- \| ------------------ \| \| 1er \| Kris Dahl \| Canada \| Silber Pro Cycling \| 3 h 07 min 09 s \| \| 2e \| Colin Joyce \| États-Unis \| Axeon-Hagens Berman \| + 4 s \| \| 3e \| Rick Zabel \| Allemagne \| BMC Racing Team \| + 6 s \| \| 4e \| Simon Pellaud \| Suisse \| IAM Cycling \| + 7 s \| \| 5e \| Matteo Dal-Cin \| Canada \| Silber Pro Cycling \| + 8 s \| \| 6e \| Ulises Castillo \| Mexique \| Jelly Belly-Maxxis \| + 0 s \| \| 7e \| David Tanner \| Australie \| IAM Cycling \| + 0 s \| \| 8e \| Kévin Ledanois \| France \| Fortuneo-Vital Concept \| + 0 s \| \| 9e \| Pierrick Naud \| Canada \| Rally Cycling \| + 0 s \| \| 10e \| Tanner Putt \| États-Unis \| UnitedHealthcare \| + 0 s \| |                 |            |                        |                 |
| |                 |            |                        |                 |
| Source : ProCyclingStats |                 |            |                        |                 |
| Classement général |                 |            |                        |                 |
| Coureur | Coureur         | Pays       | Équipe                 | Temps           |
| 1er | Kris Dahl       | Canada     | Silber Pro Cycling     | 3 h 07 min 09 s |
| 2e | Colin Joyce     | États-Unis | Axeon-Hagens Berman    | + 4 s           |
| 3e | Rick Zabel      | Allemagne  | BMC Racing Team        | + 6 s           |
| 4e | Simon Pellaud   | Suisse     | IAM Cycling            | + 7 s           |
| 5e | Matteo Dal-Cin  | Canada     | Silber Pro Cycling     | + 8 s           |
| 6e | Ulises Castillo | Mexique    | Jelly Belly-Maxxis     | + 0 s           |
| 7e | David Tanner    | Australie  | IAM Cycling            | + 0 s           |
| 8e | Kévin Ledanois  | France     | Fortuneo-Vital Concept | + 0 s           |
| 9e | Pierrick Naud   | Canada     | Rally Cycling          | + 0 s           |
| 10e | Tanner Putt     | États-Unis | UnitedHealthcare       | + 0 s           |

### 2eétape
| \| Classement de l'étape \| Classement de l'étape \| Classement de l'étape \| Classement de l'étape \| Classement de l'étape \| \| Coureur \| Coureur \| Pays \| Équipe \| Temps \| \| --------------------- \| --------------------- \| --------------------- \| ------------------------------------- \| --------------------- \| \| 1er \| Robin Carpenter \| États-Unis \| Holowesko-Citadel-Hincapie Sportswear \| 3 h 56 min 48 s \| \| 2e \| Rubén Companioni \| Cuba \| Jamis \| + 6 s \| \| 3e \| Travis McCabe \| États-Unis \| Holowesko-Citadel-Hincapie Sportswear \| + 2 min 07 s \| \| 4e \| Kiel Reijnen \| États-Unis \| Trek-Segafredo \| + 2 min 07 s \| \| 5e \| David Tanner \| Australie \| IAM Cycling \| + 2 min 07 s \| \| 6e \| Rick Zabel \| Allemagne \| BMC Racing Team \| + 2 min 07 s \| \| 7e \| Marco Canola \| Italie \| UnitedHealthcare \| + 2 min 07 s \| \| 8e \| Logan Owen \| États-Unis \| Axeon-Hagens Berman \| + 2 min 07 s \| \| 9e \| Colin Joyce \| États-Unis \| Axeon-Hagens Berman \| + 2 min 07 s \| \| 10e \| Iuri Filosi \| Italie \| Nippo-Vini Fantini \| + 2 min 07 s \| |                  |            |                                       |                 |
| |                  |            |                                       |                 |
| Source : ProCyclingStats |                  |            |                                       |                 |
| Classement de l'étape |                  |            |                                       |                 |
| Coureur | Coureur          | Pays       | Équipe                                | Temps           |
| 1er | Robin Carpenter  | États-Unis | Holowesko-Citadel-Hincapie Sportswear | 3 h 56 min 48 s |
| 2e | Rubén Companioni | Cuba       | Jamis                                 | + 6 s           |
| 3e | Travis McCabe    | États-Unis | Holowesko-Citadel-Hincapie Sportswear | + 2 min 07 s    |
| 4e | Kiel Reijnen     | États-Unis | Trek-Segafredo                        | + 2 min 07 s    |
| 5e | David Tanner     | Australie  | IAM Cycling                           | + 2 min 07 s    |
| 6e | Rick Zabel       | Allemagne  | BMC Racing Team                       | + 2 min 07 s    |
| 7e | Marco Canola     | Italie     | UnitedHealthcare                      | + 2 min 07 s    |
| 8e | Logan Owen       | États-Unis | Axeon-Hagens Berman                   | + 2 min 07 s    |
| 9e | Colin Joyce      | États-Unis | Axeon-Hagens Berman                   | + 2 min 07 s    |
| 10e | Iuri Filosi      | Italie     | Nippo-Vini Fantini                    | + 2 min 07 s    |

| \| Classement général \| Classement général \| Classement général \| Classement général \| Classement général \| \| Coureur \| Coureur \| Pays \| Équipe \| Temps \| \| ------------------ \| ------------------ \| ------------------ \| ------------------------------------- \| ------------------ \| \| 1er \| Robin Carpenter \| États-Unis \| Holowesko-Citadel-Hincapie Sportswear \| 7 h 03 min 51 s \| \| 2e \| Rubén Companioni \| Cuba \| Jamis \| + 12 s \| \| 3e \| Kris Dahl \| Canada \| Silber Pro Cycling \| + 2 min 12 s \| \| 4e \| Colin Joyce \| États-Unis \| Axeon-Hagens Berman \| + 2 min 17 s \| \| 5e \| Travis McCabe \| États-Unis \| Holowesko-Citadel-Hincapie Sportswear \| + 2 min 19 s \| \| 6e \| Rick Zabel \| Allemagne \| BMC Racing Team \| + 2 min 19 s \| \| 7e \| Simon Pellaud \| Suisse \| IAM Cycling \| + 2 min 20 s \| \| 8e \| Evan Huffman \| États-Unis \| Rally Cycling \| + 2 min 22 s \| \| 9e \| David Tanner \| Australie \| IAM Cycling \| + 2 min 23 s \| \| 10e \| Logan Owen \| États-Unis \| Axeon-Hagens Berman \| + 2 min 23 s \| |                  |            |                                       |                 |
| |                  |            |                                       |                 |
| Source : ProCyclingStats |                  |            |                                       |                 |
| Classement général |                  |            |                                       |                 |
| Coureur | Coureur          | Pays       | Équipe                                | Temps           |
| 1er | Robin Carpenter  | États-Unis | Holowesko-Citadel-Hincapie Sportswear | 7 h 03 min 51 s |
| 2e | Rubén Companioni | Cuba       | Jamis                                 | + 12 s          |
| 3e | Kris Dahl        | Canada     | Silber Pro Cycling                    | + 2 min 12 s    |
| 4e | Colin Joyce      | États-Unis | Axeon-Hagens Berman                   | + 2 min 17 s    |
| 5e | Travis McCabe    | États-Unis | Holowesko-Citadel-Hincapie Sportswear | + 2 min 19 s    |
| 6e | Rick Zabel       | Allemagne  | BMC Racing Team                       | + 2 min 19 s    |
| 7e | Simon Pellaud    | Suisse     | IAM Cycling                           | + 2 min 20 s    |
| 8e | Evan Huffman     | États-Unis | Rally Cycling                         | + 2 min 22 s    |
| 9e | David Tanner     | Australie  | IAM Cycling                           | + 2 min 23 s    |
| 10e | Logan Owen       | États-Unis | Axeon-Hagens Berman                   | + 2 min 23 s    |

### 3eétape
| \| Classement de l'étape \| Classement de l'étape \| Classement de l'étape \| Classement de l'étape \| Classement de l'étape \| \| Coureur \| Coureur \| Pays \| Équipe \| Temps \| \| --------------------- \| --------------------- \| --------------------- \| ------------------------------------- \| --------------------- \| \| 1er \| Lachlan Morton \| Australie \| Jelly Belly-Maxxis \| 4 h 24 min 49 s \| \| 2e \| Adrien Costa \| États-Unis \| Axeon-Hagens Berman \| + 3 s \| \| 3e \| Andrew Talansky \| États-Unis \| Cannondale-Drapac \| + 4 s \| \| 4e \| Joey Rosskopf \| États-Unis \| BMC Racing Team \| + 1 min 22 s \| \| 5e \| Rob Britton \| Canada \| Rally Cycling \| + 1 min 22 s \| \| 6e \| Darwin Atapuma \| Colombie \| BMC Racing Team \| + 1 min 22 s \| \| 7e \| Taylor Eisenhart \| États-Unis \| BMC Racing Team \| + 1 min 24 s \| \| 8e \| Kiel Reijnen \| États-Unis \| Trek-Segafredo \| + 3 min 57 s \| \| 9e \| Robin Carpenter \| États-Unis \| Holowesko-Citadel-Hincapie Sportswear \| + 3 min 57 s \| \| 10e \| Jonathan Clarke \| Australie \| UnitedHealthcare \| + 3 min 57 s \| |                  |            |                                       |                 |
| |                  |            |                                       |                 |
| Source : ProCyclingStats |                  |            |                                       |                 |
| Classement de l'étape |                  |            |                                       |                 |
| Coureur | Coureur          | Pays       | Équipe                                | Temps           |
| 1er | Lachlan Morton   | Australie  | Jelly Belly-Maxxis                    | 4 h 24 min 49 s |
| 2e | Adrien Costa     | États-Unis | Axeon-Hagens Berman                   | + 3 s           |
| 3e | Andrew Talansky  | États-Unis | Cannondale-Drapac                     | + 4 s           |
| 4e | Joey Rosskopf    | États-Unis | BMC Racing Team                       | + 1 min 22 s    |
| 5e | Rob Britton      | Canada     | Rally Cycling                         | + 1 min 22 s    |
| 6e | Darwin Atapuma   | Colombie   | BMC Racing Team                       | + 1 min 22 s    |
| 7e | Taylor Eisenhart | États-Unis | BMC Racing Team                       | + 1 min 24 s    |
| 8e | Kiel Reijnen     | États-Unis | Trek-Segafredo                        | + 3 min 57 s    |
| 9e | Robin Carpenter  | États-Unis | Holowesko-Citadel-Hincapie Sportswear | + 3 min 57 s    |
| 10e | Jonathan Clarke  | Australie  | UnitedHealthcare                      | + 3 min 57 s    |

| \| Classement général \| Classement général \| Classement général \| Classement général \| Classement général \| \| Coureur \| Coureur \| Pays \| Équipe \| Temps \| \| ------------------ \| ------------------ \| ------------------ \| ------------------------------------- \| ------------------ \| \| 1er \| Lachlan Morton \| Australie \| Jelly Belly-Maxxis \| 11 h 30 min 53 s \| \| 2e \| Adrien Costa \| États-Unis \| Axeon-Hagens Berman \| + 7 s \| \| 3e \| Andrew Talansky \| États-Unis \| Cannondale-Drapac \| + 9 s \| \| 4e \| Darwin Atapuma \| Colombie \| BMC Racing Team \| + 1 min 32 s \| \| 5e \| Joey Rosskopf \| États-Unis \| BMC Racing Team \| + 1 min 32 s \| \| 6e \| Rob Britton \| Canada \| Rally Cycling \| + 1 min 32 s \| \| 7e \| Taylor Eisenhart \| États-Unis \| BMC Racing Team \| + 1 min 34 s \| \| 8e \| Robin Carpenter \| États-Unis \| Holowesko-Citadel-Hincapie Sportswear \| + 1 min 44 s \| \| 9e \| Neilson Powless \| États-Unis \| Axeon-Hagens Berman \| + 4 min 07 s \| \| 10e \| Tao Geoghegan Hart \| Royaume-Uni \| Axeon-Hagens Berman \| + 4 min 07 s \| |                    |             |                                       |                  |
| |                    |             |                                       |                  |
| Source : ProCyclingStats |                    |             |                                       |                  |
| Classement général |                    |             |                                       |                  |
| Coureur | Coureur            | Pays        | Équipe                                | Temps            |
| 1er | Lachlan Morton     | Australie   | Jelly Belly-Maxxis                    | 11 h 30 min 53 s |
| 2e | Adrien Costa       | États-Unis  | Axeon-Hagens Berman                   | + 7 s            |
| 3e | Andrew Talansky    | États-Unis  | Cannondale-Drapac                     | + 9 s            |
| 4e | Darwin Atapuma     | Colombie    | BMC Racing Team                       | + 1 min 32 s     |
| 5e | Joey Rosskopf      | États-Unis  | BMC Racing Team                       | + 1 min 32 s     |
| 6e | Rob Britton        | Canada      | Rally Cycling                         | + 1 min 32 s     |
| 7e | Taylor Eisenhart   | États-Unis  | BMC Racing Team                       | + 1 min 34 s     |
| 8e | Robin Carpenter    | États-Unis  | Holowesko-Citadel-Hincapie Sportswear | + 1 min 44 s     |
| 9e | Neilson Powless    | États-Unis  | Axeon-Hagens Berman                   | + 4 min 07 s     |
| 10e | Tao Geoghegan Hart | Royaume-Uni | Axeon-Hagens Berman                   | + 4 min 07 s     |

### 4eétape
| \| Classement de l'étape \| Classement de l'étape \| Classement de l'étape \| Classement de l'étape \| Classement de l'étape \| \| Coureur \| Coureur \| Pays \| Équipe \| Temps \| \| --------------------- \| --------------------- \| --------------------- \| ------------------------------------- \| --------------------- \| \| 1er \| Travis McCabe \| États-Unis \| Holowesko-Citadel-Hincapie Sportswear \| 3 h 23 min 47 s \| \| 2e \| Kiel Reijnen \| États-Unis \| Trek-Segafredo \| + 0 s \| \| 3e \| Lucas Sebastián Haedo \| Argentine \| Jamis \| + 0 s \| \| 4e \| Marco Canola \| Italie \| UnitedHealthcare \| + 0 s \| \| 5e \| Eric Young \| États-Unis \| Rally Cycling \| + 0 s \| \| 6e \| Colin Joyce \| États-Unis \| Axeon-Hagens Berman \| + 0 s \| \| 7e \| Daniel Jaramillo \| Colombie \| UnitedHealthcare \| + 0 s \| \| 8e \| Jacob Rathe \| États-Unis \| Jelly Belly-Maxxis \| + 0 s \| \| 9e \| Rick Zabel \| Allemagne \| BMC Racing Team \| + 0 s \| \| 10e \| Jonathan Dibben \| Royaume-Uni \| Team Wiggins \| + 0 s \| |                       |             |                                       |                 |
| |                       |             |                                       |                 |
| Source : ProCyclingStats |                       |             |                                       |                 |
| Classement de l'étape |                       |             |                                       |                 |
| Coureur | Coureur               | Pays        | Équipe                                | Temps           |
| 1er | Travis McCabe         | États-Unis  | Holowesko-Citadel-Hincapie Sportswear | 3 h 23 min 47 s |
| 2e | Kiel Reijnen          | États-Unis  | Trek-Segafredo                        | + 0 s           |
| 3e | Lucas Sebastián Haedo | Argentine   | Jamis                                 | + 0 s           |
| 4e | Marco Canola          | Italie      | UnitedHealthcare                      | + 0 s           |
| 5e | Eric Young            | États-Unis  | Rally Cycling                         | + 0 s           |
| 6e | Colin Joyce           | États-Unis  | Axeon-Hagens Berman                   | + 0 s           |
| 7e | Daniel Jaramillo      | Colombie    | UnitedHealthcare                      | + 0 s           |
| 8e | Jacob Rathe           | États-Unis  | Jelly Belly-Maxxis                    | + 0 s           |
| 9e | Rick Zabel            | Allemagne   | BMC Racing Team                       | + 0 s           |
| 10e | Jonathan Dibben       | Royaume-Uni | Team Wiggins                          | + 0 s           |

| \| Classement général \| Classement général \| Classement général \| Classement général \| Classement général \| \| Coureur \| Coureur \| Pays \| Équipe \| Temps \| \| ------------------ \| ------------------ \| ------------------ \| ------------------------------------- \| ------------------ \| \| 1er \| Lachlan Morton \| Australie \| Jelly Belly-Maxxis \| 14 h 54 min 40 s \| \| 2e \| Adrien Costa \| États-Unis \| Axeon-Hagens Berman \| + 7 s \| \| 3e \| Andrew Talansky \| États-Unis \| Cannondale-Drapac \| + 9 s \| \| 4e \| Darwin Atapuma \| Colombie \| BMC Racing Team \| + 1 min 32 s \| \| 5e \| Joey Rosskopf \| États-Unis \| BMC Racing Team \| + 1 min 32 s \| \| 6e \| Rob Britton \| Canada \| Rally Cycling \| + 1 min 32 s \| \| 7e \| Taylor Eisenhart \| États-Unis \| BMC Racing Team \| + 1 min 34 s \| \| 8e \| Robin Carpenter \| États-Unis \| Holowesko-Citadel-Hincapie Sportswear \| + 1 min 44 s \| \| 9e \| Kiel Reijnen \| États-Unis \| Trek-Segafredo \| + 4 min 01 s \| \| 10e \| Neilson Powless \| États-Unis \| Axeon-Hagens Berman \| + 4 min 07 s \| |                  |            |                                       |                  |
| |                  |            |                                       |                  |
| Source : ProCyclingStats |                  |            |                                       |                  |
| Classement général |                  |            |                                       |                  |
| Coureur | Coureur          | Pays       | Équipe                                | Temps            |
| 1er | Lachlan Morton   | Australie  | Jelly Belly-Maxxis                    | 14 h 54 min 40 s |
| 2e | Adrien Costa     | États-Unis | Axeon-Hagens Berman                   | + 7 s            |
| 3e | Andrew Talansky  | États-Unis | Cannondale-Drapac                     | + 9 s            |
| 4e | Darwin Atapuma   | Colombie   | BMC Racing Team                       | + 1 min 32 s     |
| 5e | Joey Rosskopf    | États-Unis | BMC Racing Team                       | + 1 min 32 s     |
| 6e | Rob Britton      | Canada     | Rally Cycling                         | + 1 min 32 s     |
| 7e | Taylor Eisenhart | États-Unis | BMC Racing Team                       | + 1 min 34 s     |
| 8e | Robin Carpenter  | États-Unis | Holowesko-Citadel-Hincapie Sportswear | + 1 min 44 s     |
| 9e | Kiel Reijnen     | États-Unis | Trek-Segafredo                        | + 4 min 01 s     |
| 10e | Neilson Powless  | États-Unis | Axeon-Hagens Berman                   | + 4 min 07 s     |

### 5eétape
| \| Classement de l'étape \| Classement de l'étape \| Classement de l'étape \| Classement de l'étape \| Classement de l'étape \| \| Coureur \| Coureur \| Pays \| Équipe \| Temps \| \| --------------------- \| --------------------- \| --------------------- \| --------------------- \| --------------------- \| \| 1er \| Kiel Reijnen \| États-Unis \| Trek-Segafredo \| 4 h 22 min 38 s \| \| 2e \| Tao Geoghegan Hart \| Royaume-Uni \| Axeon-Hagens Berman \| + 0 s \| \| 3e \| Alex Howes \| États-Unis \| Cannondale-Drapac \| + 0 s \| \| 4e \| Andrew Talansky \| États-Unis \| Cannondale-Drapac \| + 0 s \| \| 5e \| Daniel Jaramillo \| Colombie \| UnitedHealthcare \| + 0 s \| \| 6e \| Joey Rosskopf \| États-Unis \| BMC Racing Team \| + 0 s \| \| 7e \| Dylan Teuns \| Belgique \| BMC Racing Team \| + 0 s \| \| 8e \| Javier Mejías \| Espagne \| Team Novo Nordisk \| + 0 s \| \| 9e \| Rob Britton \| Canada \| Rally Cycling \| + 0 s \| \| 10e \| Damiano Cunego \| Italie \| Nippo-Vini Fantini \| + 0 s \| |                    |             |                     |                 |
| |                    |             |                     |                 |
| Source : ProCyclingStats |                    |             |                     |                 |
| Classement de l'étape |                    |             |                     |                 |
| Coureur | Coureur            | Pays        | Équipe              | Temps           |
| 1er | Kiel Reijnen       | États-Unis  | Trek-Segafredo      | 4 h 22 min 38 s |
| 2e | Tao Geoghegan Hart | Royaume-Uni | Axeon-Hagens Berman | + 0 s           |
| 3e | Alex Howes         | États-Unis  | Cannondale-Drapac   | + 0 s           |
| 4e | Andrew Talansky    | États-Unis  | Cannondale-Drapac   | + 0 s           |
| 5e | Daniel Jaramillo   | Colombie    | UnitedHealthcare    | + 0 s           |
| 6e | Joey Rosskopf      | États-Unis  | BMC Racing Team     | + 0 s           |
| 7e | Dylan Teuns        | Belgique    | BMC Racing Team     | + 0 s           |
| 8e | Javier Mejías      | Espagne     | Team Novo Nordisk   | + 0 s           |
| 9e | Rob Britton        | Canada      | Rally Cycling       | + 0 s           |
| 10e | Damiano Cunego     | Italie      | Nippo-Vini Fantini  | + 0 s           |

| \| Classement général \| Classement général \| Classement général \| Classement général \| Classement général \| \| Coureur \| Coureur \| Pays \| Équipe \| Temps \| \| ------------------ \| ------------------ \| ------------------ \| ------------------------------------- \| ------------------ \| \| 1er \| Lachlan Morton \| Australie \| Jelly Belly-Maxxis \| 19 h 17 min 18 s \| \| 2e \| Andrew Talansky \| États-Unis \| Cannondale-Drapac \| + 9 s \| \| 3e \| Adrien Costa \| États-Unis \| Axeon-Hagens Berman \| + 34 s \| \| 4e \| Joey Rosskopf \| États-Unis \| BMC Racing Team \| + 1 min 32 s \| \| 5e \| Darwin Atapuma \| Colombie \| BMC Racing Team \| + 1 min 32 s \| \| 6e \| Rob Britton \| Canada \| Rally Cycling \| + 1 min 32 s \| \| 7e \| Taylor Eisenhart \| États-Unis \| BMC Racing Team \| + 1 min 34 s \| \| 8e \| Robin Carpenter \| États-Unis \| Holowesko-Citadel-Hincapie Sportswear \| + 2 min 11 s \| \| 9e \| Kiel Reijnen \| États-Unis \| Trek-Segafredo \| + 3 min 51 s \| \| 10e \| Tao Geoghegan Hart \| Royaume-Uni \| Axeon-Hagens Berman \| + 4 min 01 s \| |                    |             |                                       |                  |
| |                    |             |                                       |                  |
| Source : ProCyclingStats |                    |             |                                       |                  |
| Classement général |                    |             |                                       |                  |
| Coureur | Coureur            | Pays        | Équipe                                | Temps            |
| 1er | Lachlan Morton     | Australie   | Jelly Belly-Maxxis                    | 19 h 17 min 18 s |
| 2e | Andrew Talansky    | États-Unis  | Cannondale-Drapac                     | + 9 s            |
| 3e | Adrien Costa       | États-Unis  | Axeon-Hagens Berman                   | + 34 s           |
| 4e | Joey Rosskopf      | États-Unis  | BMC Racing Team                       | + 1 min 32 s     |
| 5e | Darwin Atapuma     | Colombie    | BMC Racing Team                       | + 1 min 32 s     |
| 6e | Rob Britton        | Canada      | Rally Cycling                         | + 1 min 32 s     |
| 7e | Taylor Eisenhart   | États-Unis  | BMC Racing Team                       | + 1 min 34 s     |
| 8e | Robin Carpenter    | États-Unis  | Holowesko-Citadel-Hincapie Sportswear | + 2 min 11 s     |
| 9e | Kiel Reijnen       | États-Unis  | Trek-Segafredo                        | + 3 min 51 s     |
| 10e | Tao Geoghegan Hart | Royaume-Uni | Axeon-Hagens Berman                   | + 4 min 01 s     |

### 6eétape
| \| Classement de l'étape \| Classement de l'étape \| Classement de l'étape \| Classement de l'étape \| Classement de l'étape \| \| Coureur \| Coureur \| Pays \| Équipe \| Temps \| \| --------------------- \| --------------------- \| --------------------- \| ------------------------------------- \| --------------------- \| \| 1er \| Andrew Talansky \| États-Unis \| Cannondale-Drapac \| 4 h 47 min 03 s \| \| 2e \| Darwin Atapuma \| Colombie \| BMC Racing Team \| + 0 s \| \| 3e \| Adrien Costa \| États-Unis \| Axeon-Hagens Berman \| + 31 s \| \| 4e \| Lachlan Morton \| Australie \| Jelly Belly-Maxxis \| + 31 s \| \| 5e \| Rob Britton \| Canada \| Rally Cycling \| + 46 s \| \| 6e \| Robbie Squire \| États-Unis \| Holowesko-Citadel-Hincapie Sportswear \| + 1 min 01 s \| \| 7e \| Joey Rosskopf \| États-Unis \| BMC Racing Team \| + 1 min 12 s \| \| 8e \| Riccardo Zoidl \| Autriche \| Trek-Segafredo \| + 1 min 22 s \| \| 9e \| Laurent Didier \| Luxembourg \| Trek-Segafredo \| + 1 min 37 s \| \| 10e \| Taylor Eisenhart \| États-Unis \| BMC Racing Team \| + 1 min 37 s \| |                  |            |                                       |                 |
| |                  |            |                                       |                 |
| Source : ProCyclingStats |                  |            |                                       |                 |
| Classement de l'étape |                  |            |                                       |                 |
| Coureur | Coureur          | Pays       | Équipe                                | Temps           |
| 1er | Andrew Talansky  | États-Unis | Cannondale-Drapac                     | 4 h 47 min 03 s |
| 2e | Darwin Atapuma   | Colombie   | BMC Racing Team                       | + 0 s           |
| 3e | Adrien Costa     | États-Unis | Axeon-Hagens Berman                   | + 31 s          |
| 4e | Lachlan Morton   | Australie  | Jelly Belly-Maxxis                    | + 31 s          |
| 5e | Rob Britton      | Canada     | Rally Cycling                         | + 46 s          |
| 6e | Robbie Squire    | États-Unis | Holowesko-Citadel-Hincapie Sportswear | + 1 min 01 s    |
| 7e | Joey Rosskopf    | États-Unis | BMC Racing Team                       | + 1 min 12 s    |
| 8e | Riccardo Zoidl   | Autriche   | Trek-Segafredo                        | + 1 min 22 s    |
| 9e | Laurent Didier   | Luxembourg | Trek-Segafredo                        | + 1 min 37 s    |
| 10e | Taylor Eisenhart | États-Unis | BMC Racing Team                       | + 1 min 37 s    |

| \| Classement général \| Classement général \| Classement général \| Classement général \| Classement général \| \| Coureur \| Coureur \| Pays \| Équipe \| Temps \| \| ------------------ \| ------------------ \| ------------------ \| ------------------------------------- \| ------------------ \| \| 1er \| Andrew Talansky \| États-Unis \| Cannondale-Drapac \| 24 h 04 min 30 s \| \| 2e \| Lachlan Morton \| Australie \| Jelly Belly-Maxxis \| + 22 s \| \| 3e \| Adrien Costa \| États-Unis \| Axeon-Hagens Berman \| + 56 s \| \| 4e \| Darwin Atapuma \| Colombie \| BMC Racing Team \| + 1 min 23 s \| \| 5e \| Rob Britton \| Canada \| Rally Cycling \| + 2 min 09 s \| \| 6e \| Joey Rosskopf \| États-Unis \| BMC Racing Team \| + 2 min 35 s \| \| 7e \| Taylor Eisenhart \| États-Unis \| BMC Racing Team \| + 3 min 02 s \| \| 8e \| Robbie Squire \| États-Unis \| Holowesko-Citadel-Hincapie Sportswear \| + 4 min 59 s \| \| 9e \| Joe Dombrowski \| États-Unis \| Cannondale-Drapac \| + 5 min 35 s \| \| 10e \| Laurent Didier \| Luxembourg \| Trek-Segafredo \| + 5 min 35 s \| |                  |            |                                       |                  |
| |                  |            |                                       |                  |
| Source : ProCyclingStats |                  |            |                                       |                  |
| Classement général |                  |            |                                       |                  |
| Coureur | Coureur          | Pays       | Équipe                                | Temps            |
| 1er | Andrew Talansky  | États-Unis | Cannondale-Drapac                     | 24 h 04 min 30 s |
| 2e | Lachlan Morton   | Australie  | Jelly Belly-Maxxis                    | + 22 s           |
| 3e | Adrien Costa     | États-Unis | Axeon-Hagens Berman                   | + 56 s           |
| 4e | Darwin Atapuma   | Colombie   | BMC Racing Team                       | + 1 min 23 s     |
| 5e | Rob Britton      | Canada     | Rally Cycling                         | + 2 min 09 s     |
| 6e | Joey Rosskopf    | États-Unis | BMC Racing Team                       | + 2 min 35 s     |
| 7e | Taylor Eisenhart | États-Unis | BMC Racing Team                       | + 3 min 02 s     |
| 8e | Robbie Squire    | États-Unis | Holowesko-Citadel-Hincapie Sportswear | + 4 min 59 s     |
| 9e | Joe Dombrowski   | États-Unis | Cannondale-Drapac                     | + 5 min 35 s     |
| 10e | Laurent Didier   | Luxembourg | Trek-Segafredo                        | + 5 min 35 s     |

### 7eétape
| \| Classement de l'étape \| Classement de l'étape \| Classement de l'étape \| Classement de l'étape \| Classement de l'étape \| \| Coureur \| Coureur \| Pays \| Équipe \| Temps \| \| --------------------- \| --------------------- \| --------------------- \| --------------------- \| --------------------- \| \| 1er \| Lachlan Morton \| Australie \| Jelly Belly-Maxxis \| 3 h 08 min 07 s \| \| 2e \| Adrien Costa \| États-Unis \| Axeon-Hagens Berman \| + 31 s \| \| 3e \| Darwin Atapuma \| Colombie \| BMC Racing Team \| + 50 s \| \| 4e \| Andrew Talansky \| États-Unis \| Cannondale-Drapac \| + 1 min 51 s \| \| 5e \| Joe Dombrowski \| États-Unis \| Cannondale-Drapac \| + 1 min 53 s \| \| 6e \| Rob Britton \| Canada \| Rally Cycling \| + 2 min 03 s \| \| 7e \| Manuel Senni \| Italie \| BMC Racing Team \| + 2 min 35 s \| \| 8e \| Laurent Didier \| Luxembourg \| Trek-Segafredo \| + 3 min 15 s \| \| 9e \| Joey Rosskopf \| États-Unis \| BMC Racing Team \| + 3 min 36 s \| \| 10e \| Alberto Bettiol \| Italie \| Cannondale-Drapac \| + 3 min 49 s \| |                 |            |                     |                 |
| |                 |            |                     |                 |
| Source : ProCyclingStats |                 |            |                     |                 |
| Classement de l'étape |                 |            |                     |                 |
| Coureur | Coureur         | Pays       | Équipe              | Temps           |
| 1er | Lachlan Morton  | Australie  | Jelly Belly-Maxxis  | 3 h 08 min 07 s |
| 2e | Adrien Costa    | États-Unis | Axeon-Hagens Berman | + 31 s          |
| 3e | Darwin Atapuma  | Colombie   | BMC Racing Team     | + 50 s          |
| 4e | Andrew Talansky | États-Unis | Cannondale-Drapac   | + 1 min 51 s    |
| 5e | Joe Dombrowski  | États-Unis | Cannondale-Drapac   | + 1 min 53 s    |
| 6e | Rob Britton     | Canada     | Rally Cycling       | + 2 min 03 s    |
| 7e | Manuel Senni    | Italie     | BMC Racing Team     | + 2 min 35 s    |
| 8e | Laurent Didier  | Luxembourg | Trek-Segafredo      | + 3 min 15 s    |
| 9e | Joey Rosskopf   | États-Unis | BMC Racing Team     | + 3 min 36 s    |
| 10e | Alberto Bettiol | Italie     | Cannondale-Drapac   | + 3 min 49 s    |

## Classements finals

### Classement général final
| \| Classement général \| Classement général \| Classement général \| Classement général \| Classement général \| \| Coureur \| Coureur \| Pays \| Équipe \| Temps \| \| ------------------ \| ------------------ \| ------------------ \| ------------------------------------- \| ------------------ \| \| 1er \| Lachlan Morton \| Australie \| Jelly Belly-Maxxis \| 27 h 12 min 49 s \| \| 2e \| Adrien Costa \| États-Unis \| Axeon-Hagens Berman \| + 1 min 09 s \| \| 3e \| Andrew Talansky \| États-Unis \| Cannondale-Drapac \| + 1 min 39 s \| \| 4e \| Darwin Atapuma \| Colombie \| BMC Racing Team \| + 1 min 57 s \| \| 5e \| Rob Britton \| Canada \| Rally Cycling \| + 4 min 00 s \| \| 6e \| Joey Rosskopf \| États-Unis \| BMC Racing Team \| + 5 min 59 s \| \| 7e \| Taylor Eisenhart \| États-Unis \| BMC Racing Team \| + 6 min 52 s \| \| 8e \| Joe Dombrowski \| États-Unis \| Cannondale-Drapac \| + 7 min 16 s \| \| 9e \| Robbie Squire \| États-Unis \| Holowesko-Citadel-Hincapie Sportswear \| + 8 min 38 s \| \| 10e \| Laurent Didier \| Luxembourg \| Trek-Segafredo \| + 8 min 38 s \| |                  |            |                                       |                  |
| |                  |            |                                       |                  |
| Source : ProCyclingStats |                  |            |                                       |                  |
| Classement général |                  |            |                                       |                  |
| Coureur | Coureur          | Pays       | Équipe                                | Temps            |
| 1er | Lachlan Morton   | Australie  | Jelly Belly-Maxxis                    | 27 h 12 min 49 s |
| 2e | Adrien Costa     | États-Unis | Axeon-Hagens Berman                   | + 1 min 09 s     |
| 3e | Andrew Talansky  | États-Unis | Cannondale-Drapac                     | + 1 min 39 s     |
| 4e | Darwin Atapuma   | Colombie   | BMC Racing Team                       | + 1 min 57 s     |
| 5e | Rob Britton      | Canada     | Rally Cycling                         | + 4 min 00 s     |
| 6e | Joey Rosskopf    | États-Unis | BMC Racing Team                       | + 5 min 59 s     |
| 7e | Taylor Eisenhart | États-Unis | BMC Racing Team                       | + 6 min 52 s     |
| 8e | Joe Dombrowski   | États-Unis | Cannondale-Drapac                     | + 7 min 16 s     |
| 9e | Robbie Squire    | États-Unis | Holowesko-Citadel-Hincapie Sportswear | + 8 min 38 s     |
| 10e | Laurent Didier   | Luxembourg | Trek-Segafredo                        | + 8 min 38 s     |

### Classements annexes
| Classement par points | Classement par points | Classement par points | Classement par points | Classement par points |
| --------------------- | --------------------- | --------------------- | --------------------- | --------------------- |
|                       | Coureur               | Pays                  | Équipe                | Point(s)              |
| 1er                   | Kiel Reijnen          | États-Unis            | Trek-Segafredo        |                       |
| modifier              |                       |                       |                       |                       |

| Classement de la montagne | Classement de la montagne | Classement de la montagne | Classement de la montagne | Classement de la montagne |
| ------------------------- | ------------------------- | ------------------------- | ------------------------- | ------------------------- |
|                           | Coureur                   | Pays                      | Équipe                    | Point(s)                  |
| 1er                       | Adrien Costa              | États-Unis                | Axeon-Hagens Berman       |                           |
| modifier                  |                           |                           |                           |                           |

| Classement du meilleur jeune | Classement du meilleur jeune | Classement du meilleur jeune | Classement du meilleur jeune | Classement du meilleur jeune |
|                              | Coureur                      | Pays                         | Équipe                       | Temps                        |
| ---------------------------- | ---------------------------- | ---------------------------- | ---------------------------- | ---------------------------- |
| 1er                          | Adrien Costa                 | États-Unis                   | Axeon-Hagens Berman          | en 27 h 13 min 58 s          |
| modifier                     |                              |                              |                              |                              |

| Classement par équipes | Classement par équipes | Classement par équipes | Classement par équipes |
|                        | Équipe                 | Pays                   | Temps                  |
| ---------------------- | ---------------------- | ---------------------- | ---------------------- |
| 1re                    | BMC Racing             | États-Unis             | en 81 h 51 min 52 s    |
| 2e                     | Cannondale-Drapac      | États-Unis             | + 12 min 26 s          |
| 3e                     | Axeon-Hagens Berman    | États-Unis             | + 14 min 25 s          |
| modifier               |                        |                        |                        |

### UCI America Tour
Ce Tour de l'Utah attribue des points pour l'UCI America Tour 2016, par équipes seulement aux coureurs des équipes continentales professionnelles et continentales, individuellement à tous les coureurs sauf ceux faisant partie d'une équipe ayant un label WorldTeam.
| Position           | 1er | 2e  | 3e  | 4e  | 5e | 6e | 7e | 8e | 9e | 10e | 11e | 12e | 13e | 14e | 15e | 16e à 30e | 31e à 40e |
| Classement général | 200 | 150 | 125 | 100 | 85 | 70 | 60 | 50 | 40 | 35  | 30  | 25  | 20  | 15  | 10  | 5         | 3         |
| Par étape          | 20  | 10  | 5   |     |    |    |    |    |    |     |     |     |     |     |     |           |           |
| Leader, par étape  | 5   |     |     |     |    |    |    |    |    |     |     |     |     |     |     |           |           |

| Cycliste | Équipe | Général | Étape | Leader | Total |
| -------- | ------ | ------- | ----- | ------ | ----- |

## Évolution des classements
| Étape              | Vainqueur          | Classement général | Classement par points | Classement de la montagne | Classement du meilleur jeune | Classement par équipes                | Coureur le plus combatif |
| ------------------ | ------------------ | ------------------ | --------------------- | ------------------------- | ---------------------------- | ------------------------------------- | ------------------------ |
| 1                  | Kris Dahl          | Kris Dahl          | Kris Dahl             | Daniel Jaramillo          | Colin Joyce                  | Axeon-Hagens Berman                   | Matteo Dal-Cin           |
| 2                  | Robin Carpenter    | Robin Carpenter    | Robin Carpenter       | Matteo Dal-Cin            | Colin Joyce                  | Holowesko-Citadel-Hincapie Sportswear | Rubén Companioni         |
| 3                  | Lachlan Morton     | Lachlan Morton     | Robin Carpenter       | Adrien Costa              | Adrien Costa                 | BMC Racing                            | Simon Pellaud            |
| 4                  | Travis McCabe      | Lachlan Morton     | Travis McCabe         | Adrien Costa              | Adrien Costa                 | BMC Racing                            | Matthew Busche           |
| 5                  | Kiel Reijnen       | Lachlan Morton     | Kiel Reijnen          | Daniel Jaramillo          | Adrien Costa                 | BMC Racing                            | Julien Bernard           |
| 6                  | Andrew Talansky    | Andrew Talansky    | Kiel Reijnen          | Adrien Costa              | Adrien Costa                 | BMC Racing                            | Benjamin King            |
| 7                  | Lachlan Morton     | Lachlan Morton     | Kiel Reijnen          | Adrien Costa              | Adrien Costa                 | BMC Racing                            | Rob Britton              |
| Classements finals | Classements finals | Lachlan Morton     | Kiel Reijnen          | Adrien Costa              | Adrien Costa                 | BMC Racing                            | Non décerné              |